# 赫伯特·L·霍金斯
赫伯特·L·霍金斯（英語：Herbert Leader Hawkins，1887年—1968年12月29日）是一位英国地质学家，雷丁大学荣誉退休教授。

## 生平
在第一次世界大战期间是一个良心拒服兵役者，因其工作属性免于服兵役，1937年当选皇家学会会士，1940年获莱尔奖章，1941至1943年间任伦敦地质学会会长。